# Juana Tressols
Juana Tressols (Cataluña, 1889-Buenos Aires,  1962) fue una actriz de cine y teatro de nacionalidad española y con carrera en Argentina.

## Biografía
Hija de la primera actriz española Dolores Dardés y del actor Francisco Tressols, inmigrantes artistas de 1909, se crio en Argentina junto a sus quince hermanos. Tressols se casó con el actor uruguayo Juan Vehil, con quien tuvo tres hijos: Luisa Vehil, Juan y Paquita Vehil, esta última madre de Miguel Ángel Solá y Mónica Vehil. Su marido falleció muy joven por tuberculosis a los treinta y seis años de edad en Córdoba, por lo que ella tuvo que hacerse cargo prematuramente de la educación de sus hijos. 
Ella y su marido fueron alumnos de un gran director catalán que se formó en París, con Antoine. Se destacó como dama joven de la compañía de Margarita Xirgu. Como actriz de carácter tuvo amplio desempeño en el Teatro Rioplatense junto a su esposo y en otras compañías. Representó obras como El Último Vela, (o La batalla de Tamarón) en 1902, Soflora  (1916) de Fray Mocho y Cantos rodados en 1918. En 1926 integró la Compañía Nacional de Comedias Lacanau-Becco, con el primer actor y director Pedro Becco, compartiendo escena con actrices como Teresa Lacanau, Sara Noya, Luisa Vehil, Josefina Marín, María Elena Lauta y Blanca Lacanau. En Madrid integra el reparto de la obra El burlador de Sevilla en 1927. En 1930 pasa a formar parte de la Compañía de Luis Arata, con quien estrena la obra El fuego del Vesubio.
En cine trabajó en una película dirigida  en 1938 por Arturo S. Mom, Villa Discordia, donde mostró gran ductilidad ante la cámara junto a Paquito Busto, Olinda Bozán y Delia Garcés.
- Datos: Q28149970
- Multimedia: Juana Tressols / Q28149970